# Ichinoseki
Ichinoseki (Japans: 一関市, Ichinoseki-shi) is een stad in het zuiden van de prefectuur Iwate in het noorden van Honshu, Japan. De stad heeft een oppervlakte van 1.133,10 km² en begin 2008 bijna 123.000 inwoners. De stad ligt aan de rivier Iwaigawa.
In het industriepark in het zuiden van Ichinoseki bevinden zich fabrieken van grote Japanse bedrijven zoals Sony en NEC. Hiervoor zijn Braziliaanse arbeidsmigranten aangetrokken. Voor de landbouwbedrijven buiten de stad zijn veel Chinese en Filipino vrouwen naar Ichinoseki gekomen. Hoewel het gaat om relatief kleine aantallen is Ichinoseki voor Japanse begrippen een multiculturele stad.

## Geschiedenis
Ichinoseki werd op 1 april 1948 een stad (shi) na samenvoeging van twee gemeentes en twee dorpen.
Op 1 januari 1955 werden de dorpen Ganmi, Hagishō, Maikawa en Yasaka aan Ichinoseki toegevoegd. Op 1 september 1956 en 1 mei 1964 werden stapsgewijs delen van de gemeente Hiraizumi bij Ichinoseki getrokken.
Op 20 september 2005 werden de gemeentes Daitō, Higashiyama, Senmaya en Hanaizumi plus de dorpen Kawasaki en Murone samengevoegd met Ichinoseki, waardoor het oppervlak bijna verdrievoudigde en de bevolking verdubbelde.

## Fusies
- Op 26 september 2011 zal de gemeente Fujisawa van het district Higashiiwai aangehecht worden bij Ichinoseki . Het district Higashiiwai zal na deze fusie verdwijnen[3]

## Verkeer
Ichinoseki ligt aan de Tōhoku Shinkansen en aan de Tōhoku-hoofdlijn en aan de Ōfunato-lijn van de East Japan Railway Company.
Ichinoseki ligt aan Tōhoku-autosnelweg en aan de autowegen 4, 284, 342, 343, 456 en 457.

## Geboren in Ichinoseki
- Ayaka Komatsu (Japanse idol)

## Aangrenzende steden
- Rikuzentakata
- Kurihara
- Tome
- Kesennuma